# モハンマドレザー・アーレフ
モハンマドレザー・アーレフ（ペルシア語: محمدرضا عارف、Mohammad-Reza Aref、1951年12月19日 - ）は、イランの学者、政治家。ヤズド出身。

## 人物
現第一副大統領、現シャリーフ工科大学教授、現公益判別会議議員、元国会議員。改革派。
テヘラン大学卒業、1980年アメリカのスタンフォード大学で電気工学博士号を取得し、同年帰国。1982年から1995年までエスファハーン工科大学で教鞭を執り、1994年から1997年までテヘラン大学総長、1995年から現在までシャリーフ工科大学教授をつとめている。
その一方で、ハータミー（同じヤズド州出身である）政権下で情報通信技術大臣（1997年 - 2000年）、第一副大統領（2001年 - 2005年）を歴任した。改革派戦線のリストの最初の候補者として2008年の議会選挙に指名されたが、監督者評議会による一部の候補者の拒否に抗議するために撤回した。
2013年6月のイラン大統領選挙に立候補、監督者評議会により出馬を認められたが、選挙戦終盤の6月10日、選挙戦からの撤退を明らかにした。大統領選は落選したが、イランの次期大統領であったハサン・ロウハーニーはアーレフを閣僚に任命することを決めていた。しかし、アーレフは党の設立に焦点を当てるために、閣僚（科学担当副大統領）への任命を拒否した。ただし、ロウハニの顧問の一人になることへの関心を示している。
2024年7月、新たに大統領に就任したペゼシュキヤーンから、第一副大統領に任命された。